# Le Témoin du mal
Pour plus de détails, voir Fiche technique et Distribution.
Le Témoin du mal ou La Chute de l'ange au Québec (Fallen) est un film américain réalisé par Gregory Hoblit et sorti en 1998.

## Synopsis
John Hobbes, inspecteur de police intègre, rend visite à Edgar Reese, un tueur en série qu'il a arrêté, juste avant l'exécution du criminel, ce dernier lui parle dans une étrange langue, et lui soumet une énigme. Malgré la mort de Reese dans la chambre à gaz, Hobbes et son coéquipier Jonesy sont confrontés à de nouveaux meurtres, qui semblent être l'œuvre d'un imitateur de Reese, et Hobbes reçoit des coups de téléphone anonymes nocturnes. Les énigmes laissées sur les scènes des crimes conduisent l'enquête de Hobbes vers Robert Milano, un ancien policier qui s'est suicidé 30 ans plus tôt. Hobbes rend visite à sa fille Gretta mais celle-ci élude ses questions en lui disant que l'affaire la dépasse. 
Hobbes est ensuite contacté par le tueur, qui prétend être un démon nommé Azazel et qui peut posséder le corps de la plupart des êtres humains par simple contact, comme il en fait la démonstration à Hobbes. Malgré ces faits troublants, Hobbes reste incrédule mais Gretta lui confirme que son père avait lui-même été victime des manigances d'Azazel. En se rendant au chalet perdu dans les bois de Milano, Hobbes découvre que le policier avait l'intention de piéger le démon. Azazel provoque Hobbes en possédant son neveu Sam et en changeant ensuite de corps. Hobbes le poursuit et Azazel le force à abattre le corps qu'il possède devant plusieurs témoins. Hobbes découvre à cette occasion qu'Azazel peut aussi changer de corps à la mort de son hôte (et qu'il n'y a aucune façon de lui résister quand il emploie ce moyen). Le lieutenant Stanton informe ensuite Hobbes que ses empreintes ont été relevées sur les lieux de plusieurs des crimes et qu'il est désormais suspect. De plus, Azazel possède le corps de témoins qui affirment que Hobbes a ouvert le feu sans raison sur sa victime, resserrant l'étau sur l'inspecteur.
Pendant la nuit, Azazel possède le corps de Art, le frère de Hobbes, et le force à se suicider. Hobbes emmène Sam chez Gretta et met au point un plan quand la jeune femme lui apprend que, à la mort de son hôte, le démon ne peut posséder un corps que dans un rayon d'environ 300 mètres et n'a pour cela qu'un temps limité avant de mourir à son tour. Hobbes retourne au chalet isolé de Milano, où Stanton et Jonesy se rendent à leur tour avec un mandat d'arrestation. Jonesy, possédé par Azazel, abat Stanton et se bat contre Hobbes. Durant le combat, Jonesy est touché par un coup de feu dans le ventre. Pendant que Jonesy agonise, Hobbes allume une cigarette empoisonnée qu'il avait préparée et révèle à Azazel qu'ils vont tous les deux mourir puisqu'il n'y a personne d'autre à la ronde. Hobbes achève Jonesy et Azazel possède alors son corps mais celui-ci succombe vite aux effets du poison. Azazel pense qu'il va mourir lui aussi mais son esprit trouve un chat errant dans les parages (les chats semblant être avec les humains la seule espèce qu'il peut posséder) et s'empare de son corps.

## Fiche technique
- Titre français : Le Témoin du mal
- Titre québécois : La Chute de l'ange
- Titre original : Fallen
- Réalisation : Gregory Hoblit
- Scénario : Nicholas Kazan
- Musique : Tan Dun
- Décors : Terence Marsh
- Costumes : Colleen Atwood
- Photographie : Newton Thomas Sigel
- Montage : Lawrence Jordan
- Production : Charles Roven, Dawn Steel (en) et Kelley Smith-Wait (coproducteur)
- Sociétés de production : Atlas Entertainment et Turner Pictures
- Société de distribution : Warner Bros
- Pays de production : États-Unis
- Langue originale : anglais
- Format : couleurs - 2,35:1 - DTS / Dolby Digital / SDDS - 35 mm
- Genre : Thriller, fantastique, policier
- Durée : 124 minutes
- Budget : 46 millions de dollars
- Dates de sortie : 
  - États-Unis : 16 janvier 1998
  - Belgique : 18 février 1998
  - France : 18 mars 1998

## Distribution
- Denzel Washington (VF : Emmanuel Jacomy) : John Hobbes
- John Goodman (VF : Jacques Frantz) : Jonesy
- Donald Sutherland (VF : Léon Dony) : le lieutenant Stanton
- Embeth Davidtz (VF : Coraly Zahonero) : Gretta Milano
- James Gandolfini (VF : Jean-Claude Sachot) : Lou
- Elias Koteas (VF : Emmanuel Karsen) : Edgar Reese
- Gabriel Casseus (VF : Christophe Peyroux) : Arthur « Art » Hobbes
- Michael J. Pagan (en) : Sam Hobbes
- Robert Joy (VF : Lionel Henry) : Charles Olom
- Frank Medrano : l'assassin de Charles
- Aida Turturro (VF : Catherine Artigala) : Tiffany

Sources et légende : Version française selon le carton de doublage français.

## Production

### Tournage
Le tournage s'est déroulé à Los Angeles, Philadelphie et la forêt de Pine Barrens (dans le New Jersey).

### Musique
- Time Is on My Side composée par Jerry Ragovoy en 1963, popularisée par la reprise qu'en ont faite The Rolling Stones l'année suivante.*(Chanson chantée par le Démon Azazel, au début du film, mais également par ceux qui sont possédés ponctuellement par le démon. Et Interpréter par différents rôles secondaires). Mais en premier par le personnage de Edgar Reese,"Azazel". Dans le couloir de la mort (au début du film).
- Sympathy for the Devil par The Rolling Stones (générique de fin).

## Accueil

### Critiques
Le film obtient des critiques mitigées, recueillant 41 % d'avis positifs avec une note moyenne de 5,4⁄10 et sur la base de 56 critiques collectées, sur le site Rotten Tomatoes.

### Box-office
Le film est un échec commercial, aux États-Unis il a rapporté seulement 25 232 289 $ pour 5 435 744 entrées, et 31 158 131 $ au box-office mondial. Il a réalisé 1 281 886 entrées en Europe, dont 304 913 en France et 111 327 en Belgique.
| Pays ou région | Box-office      | Date d'arrêt du box-office | Nombre de semaines |
| -------------- | --------------- | -------------------------- | ------------------ |
| États-Unis     | 25 232 289 $    | 8 février 1998             | 4                  |
| France         | 304 913 entrées | -                          | -                  |
| Total mondial  | 31 158 131 $    | -                          | -                  |

## Distinctions
Le film a été nommé au prix Bram-Stoker du meilleur scénario en 1999 et au prix du meilleur film aux International Horror Guild Awards.